# Moschea Omar Ali Saifuddien
La moschea Omar Ali Saifuddien (in jawi: مسجد سلطان عمر علي سيف الدين) è una moschea reale di Bandar Seri Begawan, capitale del Brunei.

## Storia e descrizione
Dedicata al 28º sultano del Brunei Omar Ali Saifuddien III, la moschea è considerata una delle più belle dell'Asia Pacifica, nonché una delle più importanti attrazioni turistiche del paese. L'edificio è un esempio moderno di architettura islamica, capace però di unire elementi tipicamente moghul ad altri di tipo rinascimentale italiano. L'influenza italiana è dovuta al realizzatore del progetto: l'architetto italiano Rodolfo Nolli, che da decenni lavorava nel Golfo del Siam. I lavori di costruzione della moschea presero avvio il 4 febbraio 1954 e si conclusero nel 1958. Il 26 settembre di quell'anno il sultano inaugurò l'edificio.
La moschea si trova su di una laguna artificiale sita sulle rive del fiume Brunei, nella Kampong Ayer o "Villaggio sull'acqua". L'edificio possiede minareti di marmo, cupole d'oro, cortili e giardini pieni di fontane. La moschea è circondata da un gran numero di alberi e giardini fioriti, i quali nella religione islamica simboleggiano il paradiso. All'interno, le pareti sono rivestite di marmo bianco e corredate da pregiati tappeti importati appositamente dall'Iran e dall'Arabia Saudita, vetrate colorate e candelabri realizzati in Inghilterra. Tra i materiali utilizzati per la costruzione si trova anche del granito di Shanghai. La grande cupola, posta a 52 metri di altezza ed interamente rivestita d'oro puro, è visibile da ogni punto della città. A ridosso della laguna, il profilo della moschea è fiancheggiato dalla riproduzione della barca del XVI secolo utilizzata dall'allora sultano Bolkiah, attualmente adibita a scopi cerimoniali in occasione di letture dei testi del Corano. La riproduzione dell'antica barca fu completata nel 1967.

## Galleria d'immagini

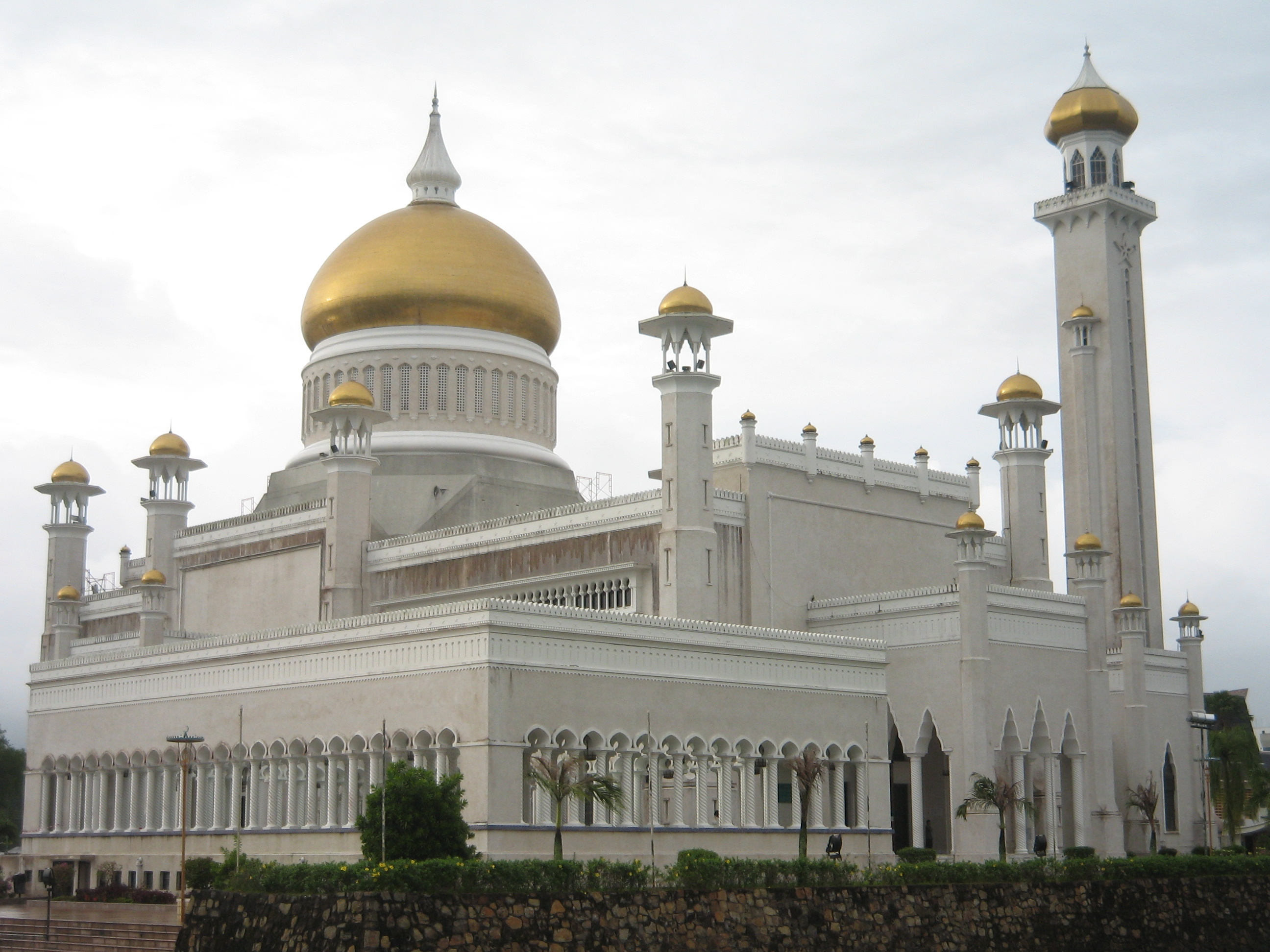
La moschea da vicino
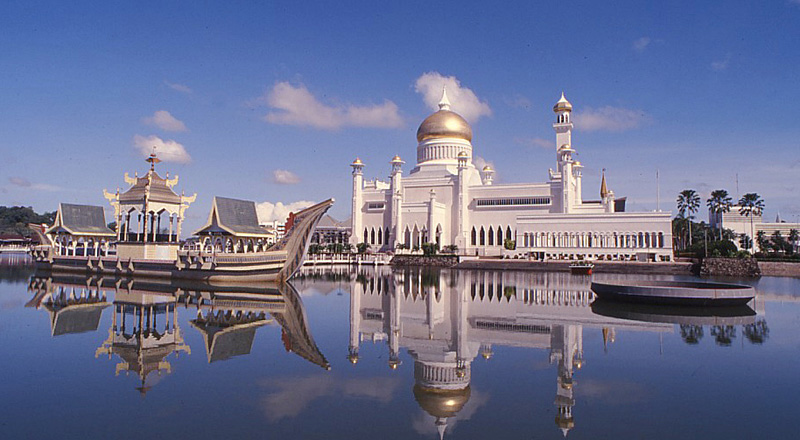
La moschea e la barca reale
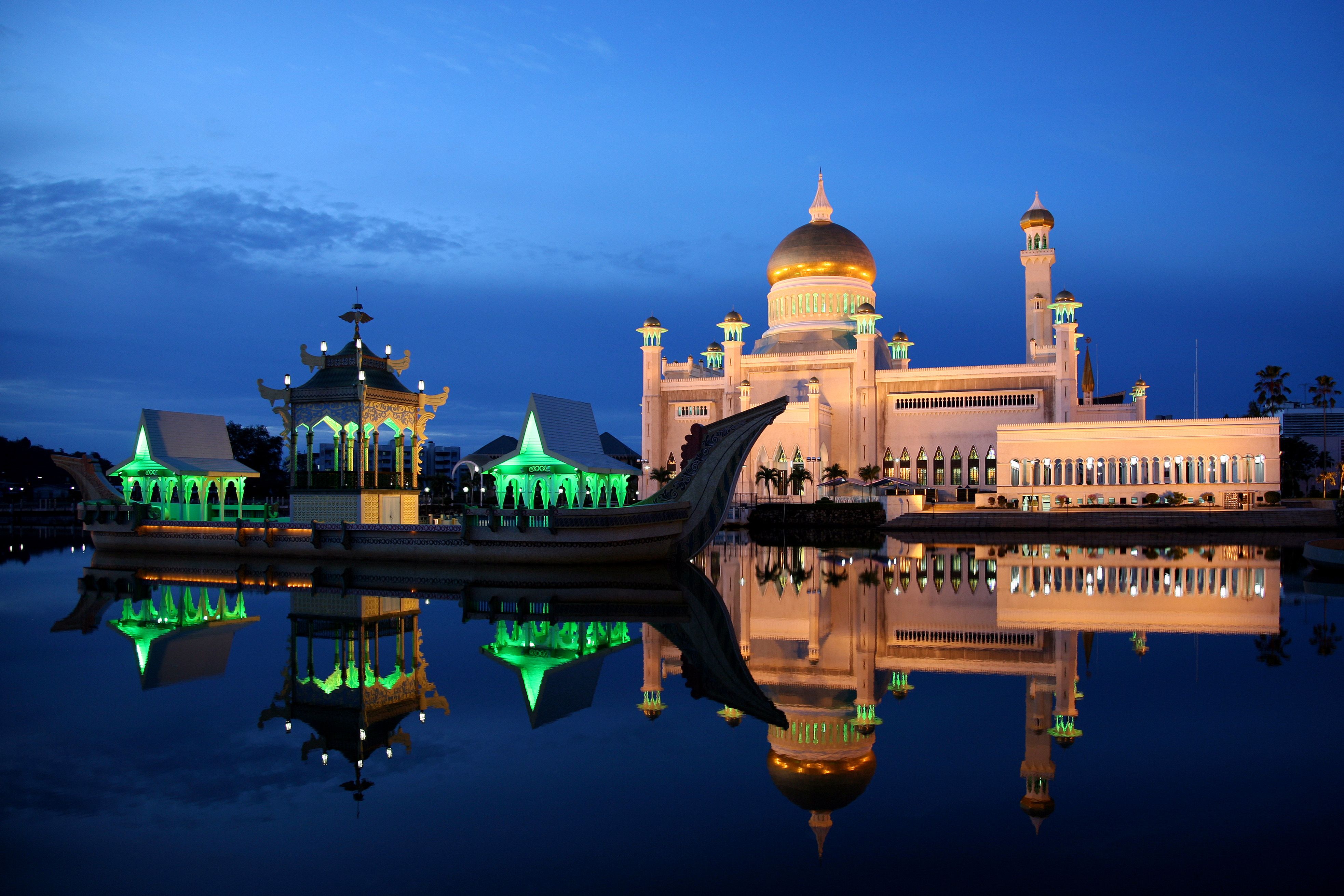
Veduta notturna